# Cryptoniesslia
Cryptoniesslia är ett släkte av svampar. Cryptoniesslia ingår i familjen Niessliaceae, ordningen köttkärnsvampar, klassen Sordariomycetes, divisionen sporsäcksvampar och riket svampar.
|                | Niesslia                                  |
|                |                                           |
|                | Hyaloseta                                 |
|                |                                           |
|                | Paraniesslia                              |
|                |                                           |
|                | Monocillium                               |
|                |                                           |
|                | Valetoniellopsis                          |
|                |                                           |
|                | Valetoniella                              |
|                |                                           |
|                | Circinoniesslia                           |
|                |                                           |
|                | Taiwanascus                               |
|                |                                           |
| Cryptoniesslia | \| \| Cryptoniesslia setulosa \| \| \| \| |
|                | \| \| Cryptoniesslia setulosa \| \| \| \| |
|                | Trichosphaerella                          |
|                |                                           |
|                | Malmeomyces                               |
|                |                                           |
|                | Miyakeomyces                              |
|                |                                           |
|                | Cryptoniesslia setulosa                   |
|                |                                           |

|  | Cryptoniesslia setulosa |
|  |                         |